# 彭賡皇
彭赓皇，一作赓篁，字火母，一字弼木。廣東海豐縣人。明末清初詩人。

## 生平
崇禎十五年（1642年）廣東鄉試舉人。明亡，隐居五云峒中，清顺治四年（1647年）值乱，其母遭掳，大骂而死。赓皇矢志報仇。順治十三年（1656年），鄭成功等部攻揭阳，彭赓皇驰报惠镇，率乡勇抵禦，且条陈戰情，请兵设防，得到嘉奖。

## 著作
工詩，明亡後，日与邑中诗友吟诗唱和，喜作八景诗。